# Jacob Esselens
Jacob Esselens (Amsterdam, vers 1626 - 1687) est un peintre et dessinateur néerlandais du siècle d'or. Il est connu pour ses peintures de paysages, italianisants et côtiers, ainsi que pour ses portraits.

## Biographie
Jacob Esselens est né vers 1626 ou 1628 à Amsterdam aux Pays-Bas. 
Marchand de soie et de tissus, il entreprend de nombreux voyages à travers l'Europe, en Angleterre et en Écosse en 1662, en Allemagne en 1663, en France en 1665. Il se marie le 20 avril 1668 à Amsterdam. 
Il a peut-être été élève de Rembrandt. Avec Gerbrand van den Eeckhout et Jan Lievens, ils entreprennent à longer le Rhin, jusqu'à Clèves, et composent des dessins représentant Schwanenburg et ses environs. 
Il meurt en 1687 à Amsterdam et y est inhumé le 15 janvier 1687.

## Œuvre
Esselens est un peintre qui jouit d'une bonne réputation. En particulier, pour ses peintures de paysages côtiers, où il égale souvent Simon de Vlieger et Jan van de Cappelle.
- Paysage avec chasseurs[2], Rijksmuseum, Amsterdam
- Vue de la plage[3], Rijksmuseum, Amsterdam
- Scène côtière[4], The Metropolitan Museum of Art, New York
- Paysage montagneux de rivière[4], The Metropolitan Museum of Art, New York
- Vue de Westminster à partir de Londres[5], The Museum of Fine Arts,  Boston
- Vue de l'entrée d'un village[6], Plume et encre brune, lavis brun
- 13 dessins d'Angleterre[7], Der Blaeu-Vann Hem Atlas de la Bibliothèque nationale, Vienne
- Pêcheurs sur la plage[8], toile de la Collection Frits Lugt, monogrammé

Choix de peintures de Jacob Esselens
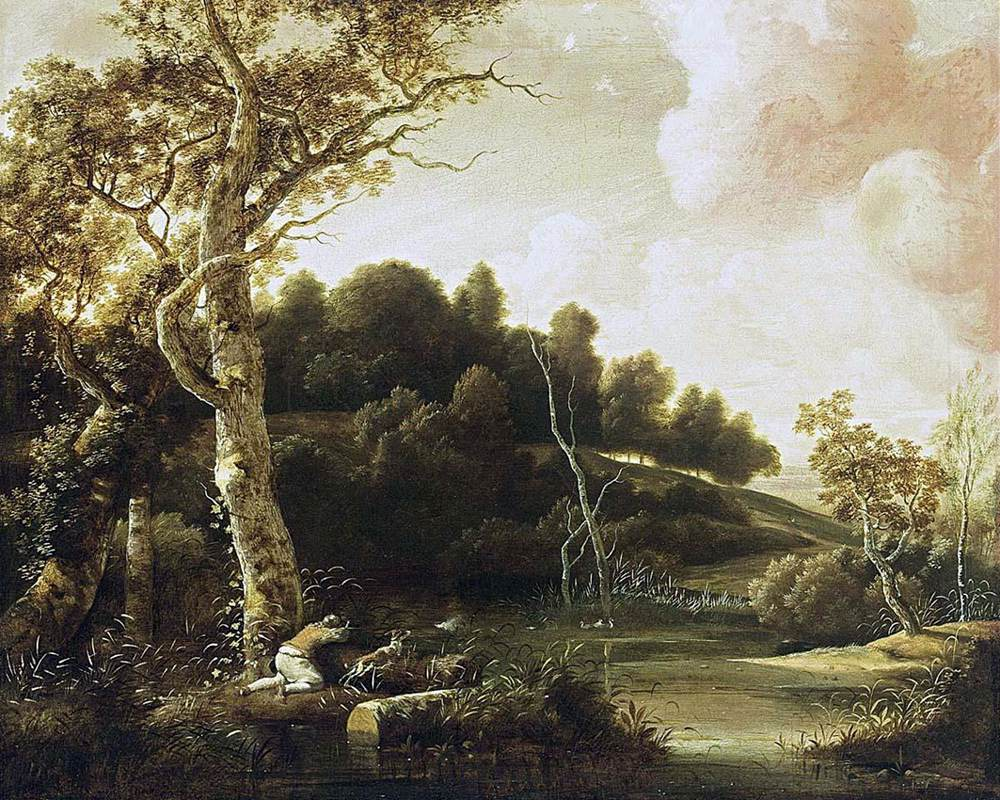
Paysage de rivière
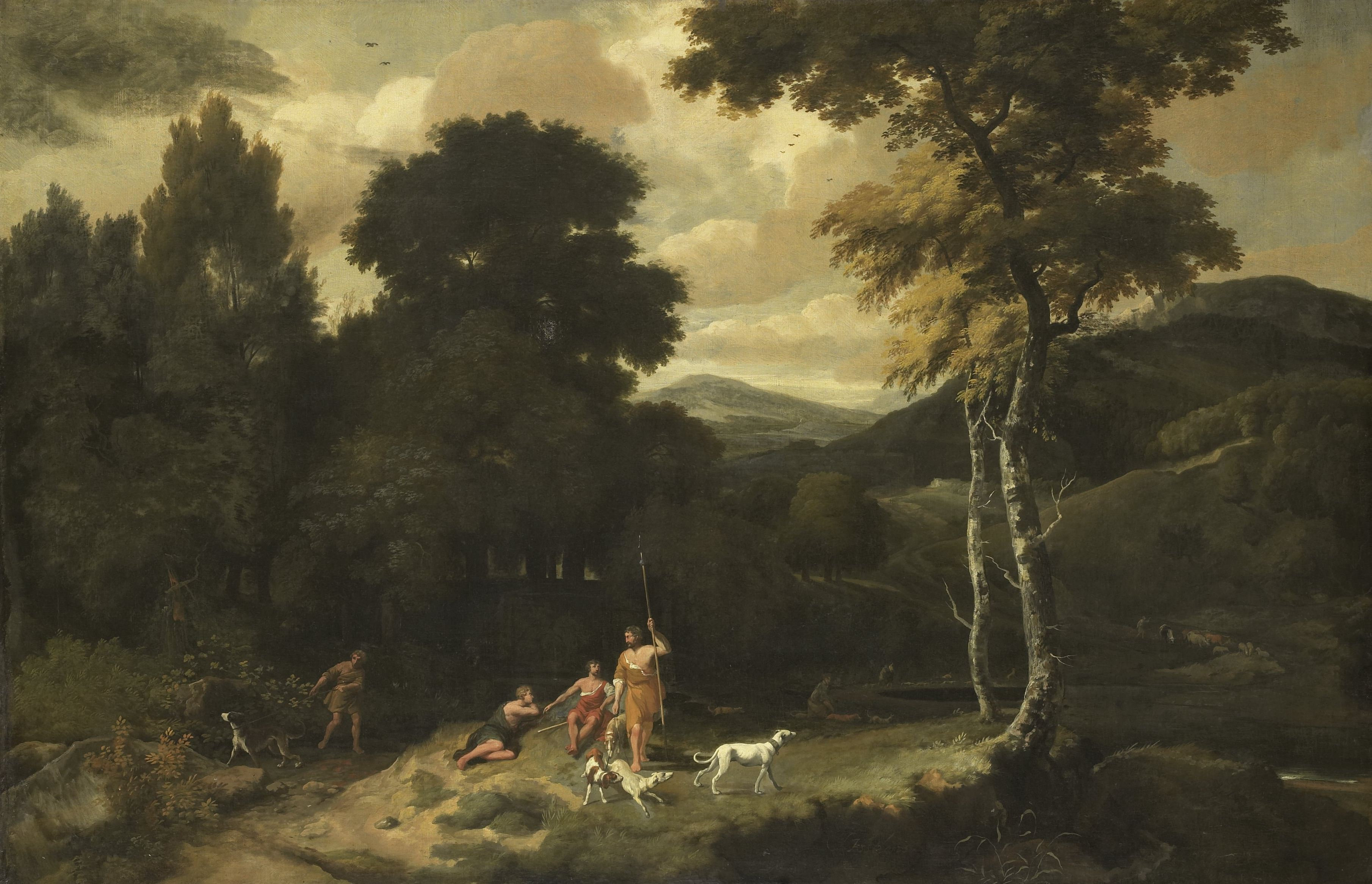
Paysage avec des chasseurs
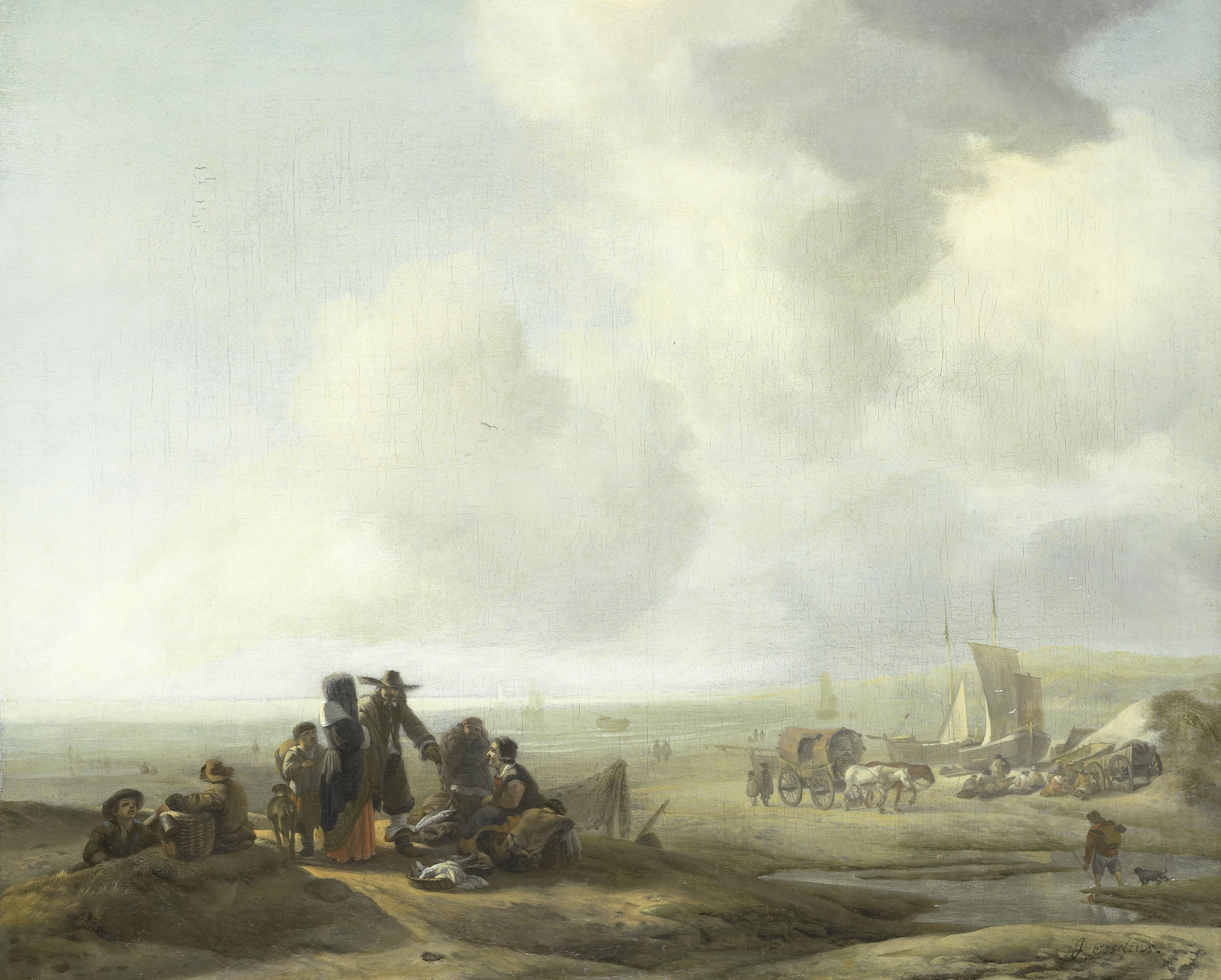
Vente de pêcheurs sur la plage